# 몬더그린
몬더그린(mondegreen)이란 의미를 알 수 없는 외국어의 전부 또는 일부가 듣는 사람에게 자신의 모국어처럼 들리는 일종의 착각 현상을 말한다. 이 현상은 말하는 사람은 해당 언어의 발음에 유창한데 비해 듣는 사람이 해당 언어에 익숙하지 못할수록 크게 발생하며, 듣는 사람이 해당 외국어 발음에 익숙할수록 잘 느끼지 못한다. 주로 새로운 정보(외국어의 음)를 기존의 정보(모국어의 소리)로 해석하려는 뇌의 무의식적인 작용에 의하여 일어나는 현상으로, 말하는 측의 의도(유도)에 따라 상당한 영향을 받기도 한다.
잘못 들었거나 잘못 해석하여 새로운 의미를 부여하는 식에 몬더그린 현상이 발생하기도 하는데 시나 노래를 들으며 만들어지는 경우가 많다. 듣는 사람이 가사를 명확하게 들을 수 없는 경우, 비슷한 소리가 나는 어떤 의미 있는 다른 단어로 대체를 시도한다. 노래나 말을 제대로 알아듣지 못했을 경우에 뇌는 무엇을 듣고 있는지 명확하게 판단할 수 없게 되는데, 이러한 인지부조화로 인해 발생하는 심리적인 불편함을 해결하기 위하여 뇌는 추론과 가정을 통해 그 빈틈을 메움으로써 인지부조화를 바로 잡은후 세상을 이해하려고 끊임없이 노력하게 된다. 이러한 뇌 활동의 결과물로 인해 몬더그린 현상이 발생하게 되는 것이다. 몬더그린 현상은 개그 소재나 학습법, 풍자 등으로도 활용되며, 몬더그린 현상으로 생성된 새로운 소리가 지명이나 특정한 뜻을 가진 용어로 사용되는 경우도 있다.

## 어원
‘몬더그린(mondegreen)’이라는 말은 1954년 미국의 작가 실비아 라이트(Sylvia Wright)가 쓴 에세이 〈레이디 몬더그린의 죽음(The Death of Lady Mondegreen)〉에서 비롯되었다. 그녀가 어렸을 때 어머니가 들려주었던 스코틀랜드 발라드 〈The Bonny Earl of Murray〉의 가사중에 "and laid him on the green"이라는 부분을 "and Lady Mondegreen"으로 잘못 알아들었다는 것이다. mondegreen이란 단어는 2000년 랜덤 하우스 웹스터 칼리지 사전과 2002년 옥스퍼드 영어 사전에 포함되었으며 2008년 웹스터 사전에 실렸다.

## 예시

### 여숫골
충남 서산시 해미면 조산리에 있는 ‘여숫골’이라 불리는 골짜기는 조선말 천주교 박해시기에 많은 신자들이 순교를 당한 장소이다. 당시 처형을 위해 끌려가던 천주교인들은 ‘예수, 마리아’를 외치며 기도를 했는데, 이 기도소리를 들은 마을 주민들은 ‘여수(여우의 방언) 머리’로 잘못 알아들은후 그들이 ‘여우에게 홀려서 죽는구나’ 하고 생각했다. 그래서 그곳을 '여숫골'이라고 부르기 시작했다고 한다. 1866년 병인박해 때 천주교인 1000여 명이 이곳에 생매장 당했는데, 이런 사실은 1935년 서산성당 신부 범바로의 조사와 발굴에 의해 알려지게 되었다. 천주교 성지로 조성되어 있으며 2014년 8월 17일 프란치스코 교황이 방문하기도 하였다.

### 캐나다
캐나다(Canada)라는 명칭은 이로쿼아 부족어로 “마을”이라는 뜻의 카나타(Kanata)에서 유래되었다. 1535년 프랑스 탐험가 자크 카르티에가 오늘날 퀘벡 지역인 스타다코나 마을에서 도착하였다. 원주민 추장 돈나코나와 함께 세인트 로렌스강을 따라 탐험에 나서며 지명을 물어보았는데, 언어소통에 문제가 있어 말뜻을 이해못했던 추장은 그들의 말인 이로쿼이-휴런어로 ‘마을’이라는 뜻에 카나타(Kanata)라고 답하였다. 그러나 자크 카르티에는 이를 지명으로 알아들었고 오늘날의 캐나다(Canada)라는 나라 이름으로 쓰여지게 되었다.

### 노다지
금이나 은 등의 광물이나 일확천금을 얻을 수 있는 일이나 일터 등을 뜻하는 ‘노다지’는 영어의 'No touch'에서 유래되었는 설이 있다. 1895년 고종때 한국 최대의 금광이었던 평안북도 운산 금광의 개발권이 선교사이자 외교관인 알렌을 통하여 미국인 사업가에게 넘어갔다. 미국인들은 조선인이 광산에 접근하면 “No touch!” 외쳤다. 접근하지 말고 금을 건드리지 말라는 의미인데, 뜻이 와전되면서 노다지란 어휘가 생겼다고도 한다 노다지는 ‘노두(露頭)가 있는 땅’으로 해석할 수 있는 ‘노두지(露頭地)’와 발음이 비슷하다. ‘노두(露頭)’는 ‘광맥, 암석이나 지층, 석탄층 따위가 땅거죽에 드러난 부분’을 가리켜 ‘광물이 묻혀 있는 광맥’을 뜻한다.

### 메이데이
국제 무선 재난 신호중 하나인 메이데이(영어 mayday)는 프랑스어 ‘venez m'aider’ 또는 ‘m'aidez’에서 나온 말로. “날 도우러 오시오”라는 뜻의 뒷부분이 몬더그린화되며 정착된 단어다. 긴급 구조가 필요한 자는 무선전화를 통해 항상 세번씩 연달아 외쳐야 한다. 이는 긴급 조난통신이라는 사실을 공지하는 것이므로 사용 중인 모든 통신기는 무선침묵을 해야한다. 또한 'May Day(노동절)'와 혼동을 막기 위함이다.

### 오필승코리아
‘오 필승 코리아’의 원조는 레알 마드리드 등에서 사용하는 유럽의 축구 응원가였다. 이를 붉은악마가 1998년 FIFA 월드컵을 앞두고 현재 알려진 가사로 개사해서 대한민국 축구 국가대표팀의 응원가로 사용하기 시작하였다. 2002년 FIFA 월드컵에서 붉은악마 공식응원가로 채택된 것은 윤도현 밴드 버전이다. 또한 "오, 필승 코리아!"를 거리응원에서 한국 응원단이 외쳤는데, 이를 지켜본 영미인들의 귀에는 "Oh, peace of Korea!"(한반도의 평화)로 들렸다고 한다.

### 개그 소재
- 소라미미(そらみみ): 몬더그린은 종종 개그의 소재로 이용되어 왔다. 일본에서는 そらみみ(소라미미)라는 용어를 몬더그린 대신 자주 쓴다. 외국 노래 가사 등을 일본어로 들리는 대로 하면 뜬금없는 내용이 되어 웃음을 유발하는 경우를 노리는 소라미미 개그가 정착되어 있다.[1]

- 팝송개그: 대한민국에서 최초로 몬더그린 현상을 개그에 사용한 것은 1980년대 박세민의 팝송개그였다. 그후 KBS의 개그콘서트에 방송되었던 《박성호의 뮤직토크》에서 몬더그린을 개그의 소재로 사용하였다.

- 영어개그: 2003년 SBS 《웃찾사》중 '그때 그때 달라요' 에서도 컬투가 몬더그린 현상을 이용한 영어개그를 선보인적이 있다.

- 우울한땐 똥싸: 팝송 가사가 몬더그린 현상으로 인해 개그소재로 사용되기도 한다. 예를 들자면, 바하맨(Baha men)의 'Who let the dogs out'라는 가사가 한국사람에게는 '우울할땐 똥싸'로 들려서 웃음을 자아내게 만드는 것이다.[29]

- 빨갱이 구별법: 일부 한국어가 미국인에게 몬더그린 현상으로 인해 뜻이 와전되었다는 개그도 있다. '안 그래씨유'라는 충청도 지역 방언이 있는데,  뜻은 '하지 않았다'는 의미이다. 그런데 이것이 미국인들의 귀에는 'I'm glad to see you"(반갑습니다)로 들릴수 있다는 것이다. 한국 전쟁 당시 미군들이 빨치산 소탕작전중에 빨갱이와 민간인을 구분하기 어려웠는데, 충청도 사람들은 미군을 보자 마자 '안 그래씨유'(I'm glad to see you)를 외치는 덕분에 목숨을 구했다는 개그다.

### 한국어 몬더그린

#### 자음동화 현상
모국어인 한국어로 대화를 나누는 중에도 자음동화 현상등으로 인하여 몬더그린 현상이 발생한다. 잘못 알아 듣거나 잘 들리지 않는 경우에 이런현상은 많이 발생한다. 예를 들어 시래기(쓰레기), 성식이 형(성시경), 문외한(무뇌한), 고객님(고갱님), 기밀성(김일성) 등이 있다. 이런 현상은 대화속에서 발생한 예를 들어 보면, “이 전철은 길음으로 가나요?”에 대해 “아니요, 전기로 움직여요.” 로 동문서답하는 경우가 있다. 질문의 본래 요지는 ‘길음역’으로 가는 전철이냐는 방향이나 목적지에 대한 질문에 대해서 ‘길음’을 ‘기름’으로 잘못 알아들어서 벌어지는 현상이다. 전철이니 디젤엔진으로 움직이는게 아니라 전기로 움직이는 기차라고 엉뚱한 답변을 하게 되는 경우이다.

#### 허재 불낙사건
농구감독 허재가 심판판정에 항의하며 한 말중에 '블록'(Block)이라는 발음이 불낙전골의 약자인 '불낙'으로 들리면서 웃음을 자아낸 일화가 있다. 2013년 10월, 경기중에 상대팀의 반칙에 파울을 선언하지 않자 흥분한 상태에서 심판에게 항의하며 발생한 일이었다. 이 사건이후 많은 패러디가 쏟아졌고, 허재는 방송에 출연하여 이 일화를 활용해서 시청자들에게 웃음을 선사했으며 패러디 상업광고도 찍었다. 사건당시 허재가 한 말은 "이게 블락이야?"이며, 수비수가 반칙을 했는데도 왜 파울을 선언하지 않느냐며 따지는 의미에서 한 말이었다. 이 경우에는 '블록'을 '블락'으로 잘못 발음 한 이후에 자음동화 현상이 일어나면서 '불낙'과 비슷하게 들려서 벌어진 것이다.

### 영어 단어 암기
기억의 기술중에 특히 영어 단어 암기에 있어서 몬더그린 현상을 적극적으로 활용하기도 한다. 철자보다는 발음에 주목하여 다소 억지스럽더라도 뜻을 유추, 연상해낼수 있도록 하는 방법이다. 뇌는 새로운 정보를 기억할 때 기존의 지식과 연관 관계를 맺는 방식으로 정보를 분류, 가공, 변형등 재처리 과정을 거친다. 이를 부호화(encoding) 라고 하는데, 이 과정에 몬더그린 현상을 이용하여 인의적으로 개입을 해주면 단순 반복암기법보다 기억하기 쉬워지고 필요할 때 기억을 되살리기도 쉬워진다.
철자와 뜻을 반복암기하는 방식으로 입력한 단어는 장기 기억영역으로 이동하지 못하는 경우가 많이 발생한다. 또한 영어 단어의 어원을 찾아보아도 해당 단어가 그러한 뜻을 지니게 된 이유를 명확히 알기 어려운 경우가 많은데, 이런 경우에 몬더그린 현상을 이용하여 다소 억지스럽더라도 개연성을 찾는다면 암기효율이 증가한다. 예를 들어 'slovenly'(슬로분리)는 '꾀죄죄한, 지저분한'이란 뜻을 가지고 있는데, 슬로분리(slovenly)는 '술로 분니(부었니)'처럼 들리는 점을 이용하여 술주정뱅이가 '술을 옷에 부어 지저분하다'라고 이미지를 연상하며 발음과 함께 기억하면 오래 기억에 남게 된다.

### KOF
KOF의 등장 캐릭터 중 나나카세 야시로의 대사를 잘 들어보면 한국어와 상당히 유사하게 들린다.
- 얼마나 쓸쓸해요 힘내요 괜찮아요(거친 대지)
- 어머니를 버렸다(MAX 암흑 지옥극락떨구기)
- 젖소, 이제 늦는구나(암흑 지옥극락떨구기)
- 눈깽이 야렸나요 남아있다(도발)

### 기타
- 투낙 투낙 툰
- southern cross
- Dragostea din tei
- 허무송
- 배저 배저 배저
- 백인천

## 같이 보기
- Bennie and the Jets
- 부시즘
- 민간어원
- 파레이돌리아